# 弘経寺 (常総市)
弘経寺（ぐぎょうじ）は、茨城県常総市豊岡町甲にある浄土宗の寺院。山号は寿亀山。院号は天樹院。本尊は阿弥陀如来。

## 由緒
応永年間21年（1414年）、名越流北条氏一族の出で、増上寺開山酉誉聖聡の弟子だった嘆誉良肇の開山により下総国岡田郡飯沼村（現在の茨城県常総市）に創建された。
良肇により僧侶の教育に力が入れられ、2世の松平氏宗家4代松平親忠開基の大恩寺開山了暁慶善、3世の曜誉酉冏、徳川将軍家菩提寺大樹寺開山の勢誉愚底、知恩院22世周誉珠琳、松平氏宗家3代松平信光開基の信光明寺開山釋誉存冏などが輩出された。
のち、北条氏と争っていた下妻城主多賀谷重経の陣が寺内に置かれ、戦禍により荒廃するが、徳川家康次男結城秀康の開基で、結城弘経寺（茨城県結城市）が再建された。
家康からも信仰されていた10世了学により再興され、江戸期には浄土宗の檀林がおかれた。了学から五重相伝を受けた千姫から本堂の寄進もなされた。

## 文化財
- 市指定文化財
  - 山門・鐘楼・本堂・経蔵
  - 扁額
  - 金銅阿弥陀如来立像
  - 紺紙金泥阿弥陀経
  - 紫龍石の硯
  - 鉄切付盛上黒漆碁石頭縹糸素掛威二枚胴具足
  - 千姫姿絵
- 市指定史跡
  - 千姫の墓
- 市指定天然記念物
  - 弘経寺のスギ